# Tájház (Jád)
A jádi Tájház műemléknek nyilvánított múzeum Romániában, Beszterce-Naszód megyében. A romániai műemlékek jegyzékében a BN-IV-m-A-01745 sorszámon szerepel.